# Стефановский, Пётр Михайлович
Пётр Михайлович Стефановский (2 января 1903, Чирковичи, Минская губерния — 23 февраля 1976, Москва) — военный лётчик-испытатель 1 класса, заместитель начальника Управления испытания самолётов Научно-испытательного института Военно-Воздушных Сил, генерал-майор авиации, Герой Советского Союза.

## Биография
Родился на хуторе Покровка, жители которого в 1939 году были переселены в деревню Чирковичи (ныне Светлогорского района Гомельской области), в крестьянской семье. В 1909 году семья Стефановских переехала жить на станцию Телуша (ныне Бобруйский район Могилёвской области) Западной железной дороги, где купила у помещика землю. Пётр помогал по хозяйству отцу, с 1922 года работал рабочим в Бобруйске.
В 1925 году был призван на военную службу РККА, служил в Смоленске, во 2-й отдельной разведывательной авиаэскадрилье. В 1926 году по собственному желанию был направлен в Военно-теоретическую школу Военно-Воздушных Сил в Ленинграде, которую окончил в 1927 году.
С 1928 года проходил обучение в Качинской военной авиационной школе лётчиков, после чего проходил службу в Луганске в должности лётчика-инструктора. В 1931 году был направлен в Москву, в НИИ ВВС, на должность лётчика-испытателя.

### Довоенный период
Первыми испытываемыми им машинами были ТБ-1 и ТБ-3. Служил и летал вместе с В. П. Чкаловым, А. Б. ЮмашевымК. К. Коккинаки, Гродзем, был дружен с С. П. Супруном.
С конца 1931 года был одним из основных лётчиков-испытателей проекта «Звено», в качестве пилота авиаматки-бомбардировщика, под общим руководством конструктора В. С. Вахмистрова. Совершал вылеты на всех стадиях проекта от «Звена-1» до «Звена-7». Был первым пилотом, поднявшим ТБ-3 в составе «Звена-7» в воздух 20 ноября 1935 года.
В 1936 году на самолёте БОК-1 конструктора В. А. Чижевского последовательно побил несколько рекордов высоты, зафиксировав новый рекорд на отметке 10360 метров.
Несколько раз участвовал в первомайских парадах на Красной площади, пролетая над ней на ярко-жёлтом самолете И-16.

### Великая Отечественная война
Начало войны встретил в Москве, в звании подполковника. По инициативе Супруна, одобренной лично Сталиным, из лётчиков-испытателей были созданы три истребительных полка, командование которыми было поручено Супруну, А. И. Кабанову и Стефановскому. 29 июня командиры полков доложили Сталину о боеготовности, и уже 30 июня 1941 года 402-й истребительный авиационный полк под командованием Стефановского вылетел к месту постоянной дислокации, в Идрицу.
Первые боевые вылеты полк совершил 3 июля 1941 года, сбив 6 самолётов противника и потеряв 1 самолёт. Пилот, старший лейтенант Шадрин, остался жив, и ему даже удалось посадить подбитый МиГ-3, но самолёт, в силу его секретности, пришлось уничтожить.
Стефановский совершил 150 боевых вылетов, сбил 4 самолёта противника. В июле 1941 года он был отозван с фронта и переведён на должность командующего Западным сектором ПВО Москвы.
В мае 1942 года, по собственному желанию, с должности заместителя командира авиакорпуса вновь направлен в НИИ ВВС на лётно-испытательную работу, сначала на должность лётчика-испытателя, затем на должность заместителя начальника отдела НИИ ВВС. С 1943 года – заместитель начальника Управления НИИ ВВС. 23 февраля 1943 года, во время первых испытаний Як-9, потерпел крушение, после которого смог подняться в небо только 10 октября. В 1944 году вступил в ряды ВКП(б), получил звание генерал-майора авиации.

### Послевоенный период
После окончания войны продолжал работу в НИИ ВВС. Провёл 238 испытаний, совершил 16 первых вылетов на новых типах самолётов. Первым в мире выполнил высший пилотаж на реактивном самолёте, за что был награждён орденом Красного Знамени. Всего же за время работы в институте им было испытано более 50 новых типов самолётов, освоено 317 различных типов самолётов, совершено более 13 500 полётов.
Указом Президиума Верховного Совета СССР от 5 марта 1948 года за освоение новой военной техники и проявленные при этом мужество и отвагу заместителю начальника управления испытания самолётов НИИ ВВС генерал-майору авиации Стефановскому Петру Михайловичу присвоено звание Героя Советского Союза с вручением ордена Ленина и медали «Золотая Звезда» (№ 5811).
В 1954 году, после аварии на Ми-4 (при посадке у вертолёта самопроизвольно разрушился рулевой винт) повредил позвоночник, был признан негодным к полётам и вышел в запас, а затем в отставку. Недолгое время работал в КБ Яковлева, в должности одного из его заместителей. Жил и работал в Москве, написал книгу воспоминаний «Триста неизвестных».
Скончался 23 февраля 1976 года. Похоронен на Новодевичьем кладбище.

## Награды и звания
- Герой Советского Союза (1948)
- Орден Ленина
- Медаль «Золотая Звезда»
- Три Ордена Ленина
- Три Ордена Красного Знамени
- Два Ордена Отечественной войны I степени
- Три Ордена Красной Звезды
- Медали.

## Память
- В Минске[2], деревне Чирковичи Светлогорского района Гомельской области (Республика Беларусь) и городе Щёлково Московской области именем П. Стефановского названы улицы.
- Памятная доска П. М. Стефановскому на доме в Щелково. Надпись на памятной доске: "В этом доме жил с 1937 г. по 1950 г. Герой Советского Союза Стефановский Пётр Михайлович"
- Имя Героя носит средняя школа в Чирковичах[3]. Одна из экспозиций в школьном музее посвящена П. М. Стефановскому.
- Экспозиция в музее боевой и трудовой славы имени А. К. Пищалова — филиале Светлогорского историко-краеведческого музея. Экспонаты, выписка из метрической книги Чирковичской церкви Петра и Павла о родившихся в 1903 году (рукописная, с различными пометками)[4].
- Мемориальная доска П. М. Стефановскому в Чирковичах (2006). Скульптор — А. Кострюков[5].
- В январе 2023 года в музее боевой и трудовой славы имени А. К. Пищалова в Чирковичах прошло мероприятие, посвящённое юбилею П. М. Стефановского[4].
- На территории ОАО «СветлогорскХимволокно» (Светлогорск) состоялось торжественное открытие памятного знака в честь Героя Советского Союза Петра Стефановского (2025).

## Произведения
- Триста неизвестных. М., 1968. [militera.lib.ru/memo/russian/stefanovsky/index.html «Триста неизвестных»].
- Крылья: из истории планеризма и авиастроения. М., 2007.